# BBC Radio 2
BBC Radio 2 — найпопулярніша радіостанція у Великій Британії, одна з національних радіостанцій концерну «Бі-Бі-Сі». Денна програма мовлення здебільшого складається з музики жанру adult contemporary music. Radio 2 мовить у Великій Британії на частотах FM між 88.1 і 90.2 MHz. Студії BBC Radio 2 розташовані в центрі Лондона і примикають до штаб-квартири BBC Broadcasting House. Програми також транслюються по цифровому радіо, Sky Digital, Cable TV, IPTV, Freeview, Freesat і по інтернету.
Радіостанція BBC Radio 2 розпочала мовлення о 5:30 30 вересня 1967.